# Parc national du Bic
Der Parc national du Bic ist einer der aktuell 27 Nationalparks in der kanadischen Provinz Québec. Dort entspricht ein Parc national dem, was in den übrigen Provinzen einem Provincial Park entspricht. Der Park wird von Sépaq (französisch Société des établissements de plein air du Québec bzw. englisch Society of outdoor recreation establishments of Quebec) betrieben.

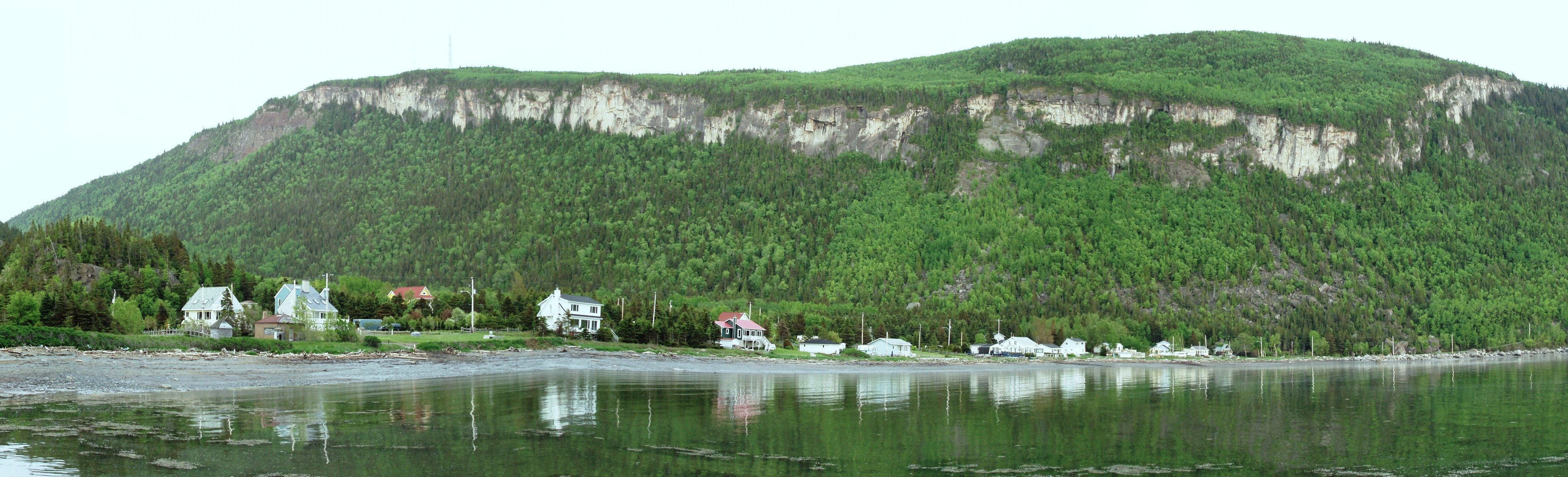
Pic Champlain

Die Aufgabe des 1984 im Süden der Provinz am Südufer des Sankt-Lorenz-Stroms eingerichteten, nur 33,2 km² großen Parks besteht darin, einerseits Seehunden und Kegelrobben sowie weiteren Bewohnern des Sankt-Lorenz-Stroms ein Refugium zu bieten, andererseits die Artenvielfalt auf dem angrenzenden Festland zu schützen, das den Südrand der borealen Wälder in einer Übergangszone darstellt. Knapp die Hälfte des Schutzgebietes umfasst marine Gebiete und Salzmarschen, hinzu kommt die angrenzende Hügellandschaft. Höchster Punkt des Parks ist der 346 m hohe Pic Champlain. Im Parkgebiet werden seit 2009 Erosionsforschungen betrieben.

## Geschichte
Im Parkgebiet lassen sich menschliche Spuren bis etwa 7000 v. Chr. zurückverfolgen. 1976 bis 1978 wurden binnen jeweils weniger Wochen im Parkgebiet 30 Stätten dokumentiert. Drei Fundstätten ließen sich der späten archaischen Periode zuweisen.
Aus der Zeit der französischen Kolonialherrschaft ist über das Gebiet nichts bekannt, erst mit den Briten fiel es einem der Feudalherren zu. Bis 1905 bestand eine Lotsenstation auf der Île du Bic, doch wurde sie nach Pointe-au-Père verlegt. Bis dahin wurde ein wenig Landwirtschaft am Sankt-Lorenz-Strom betrieben. Seit dem Ende des 19. Jahrhunderts entstanden Wochenendhäuser am Fluss, von denen noch einige erhalten sind. Anfang der 1970er Jahre begannen die Vorbereitungen zur Einrichtung eines Schutzgebietes, 1984 wurde der Park eröffnet.

## Flora und Fauna
Der Park befindet sich an der Südgrenze der borealen Wälder. Daher ist diese Übergangsvegetation ein gewichtiges Argument für die Errichtung des Parks gewesen, obwohl Holzeinschlag und landwirtschaftliche Nutzung zuvor die Fauna bereits verändert hatten. Die verlassenen Äcker bieten Untersuchungsmöglichkeiten bei der Rückkehr der ursprünglichen Arten in die Brache.
Während der 1990er Jahre schrumpfte die Weißwedelhirschpopulation, doch erholt sie sich seither. 2005/06 wurde sie auf 113 ±25 Tiere geschätzt.
Seehunde und Kegelrobben sind die auffälligsten Bewohner des Küstensaums, der aber auch von Walen und Delfinen aufgesucht wird.
Seitdem sich Québec dem Programm zum Schutz der Greifvögel und zur Wiedereinführung bestimmter Arten 1980 angeschlossen hat, erholen sich die Bestände, etwa der Wanderfalken. Sie waren zuvor durch den Einsatz von DDT völlig eingebrochen. So wurden 15 Falken ausgesetzt.
Das Sammeln von Sandklaffmuscheln dürfte mehrere Jahrtausende zurückreichen. Heute sind sie jedoch vielfach belastet, etwa von Schwermetallen, so dass ihr Fang an vielen Stellen verboten ist. Dies hängt unter anderem mit industriellen Aktivitäten zusammen, in deren Folge sich in der beim Park gelegenen Bucht Ha! Ha! die Gifte sammeln.

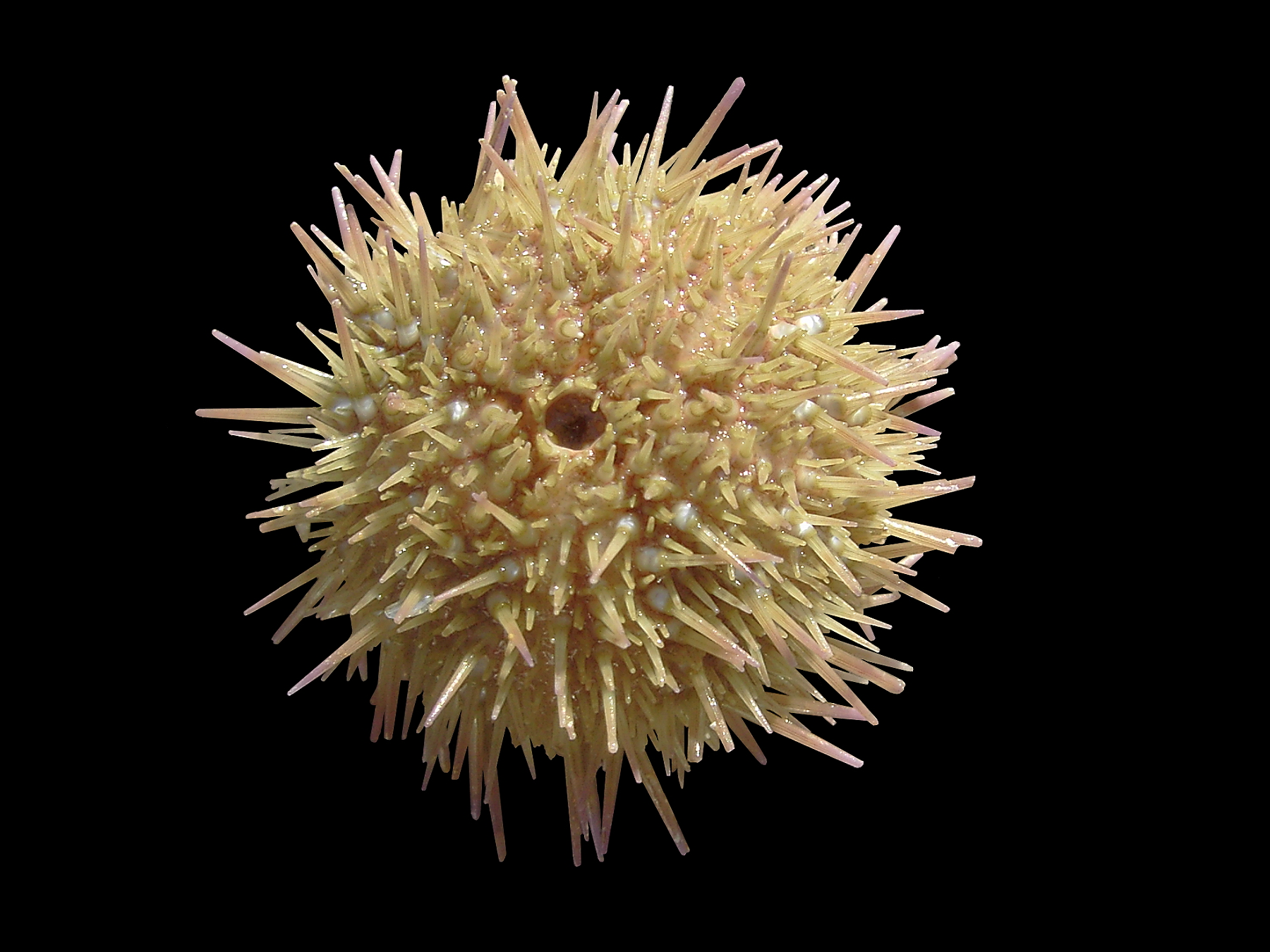
Strand-Seeigel

Strand-Seeigel (Psammechinus miliaris) konnten 1984 an 15 Stellen im Park nachgewiesen werden. Am Küstensaum des Parks findet sich eine kleine Population des Atlantischen Lachses, die 1990 aus 25, vielleicht 40 Tieren bestand.

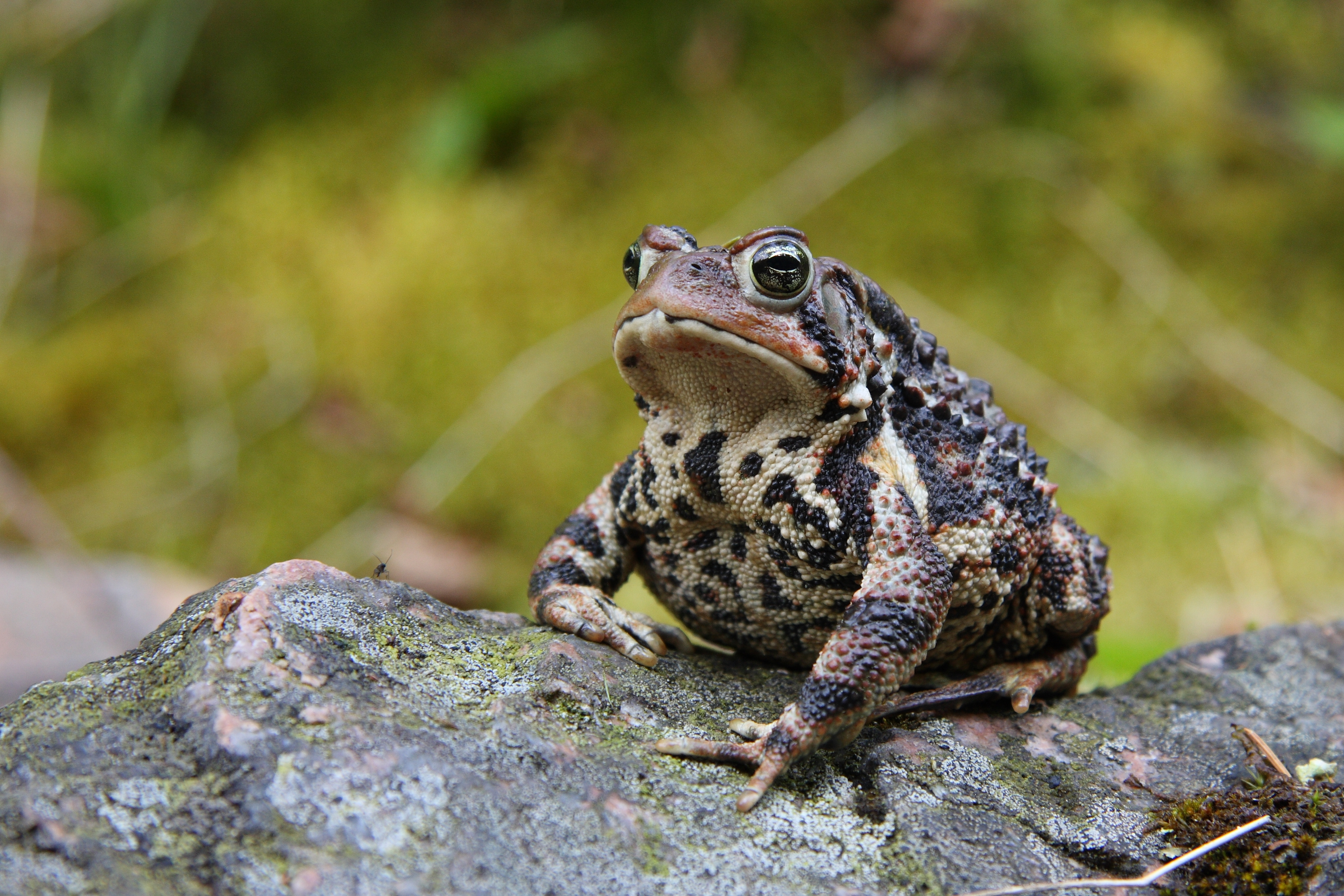
Bufo americanus oder Crapaud d’Amérique

Zahlreiche Reptilien- und Amphibienarten leben im Park. Nachgewiesen waren bis 2010: der Waldfrosch, dann der im Englischen als mink frog, im Französischen als grenouille verte bekannte Frosch Rana septentrionalis, der Leopardfrosch, Pseudacris crucifer und der Bufo americanus, Eurycea bislineata, Plethodon cinereus,  Ambystoma maculatum, der ebenso aus der Familie der Querzahnmolche stammt wie der Blauflecken-Querzahnmolch. Hinzu kommen Braunschlangen wie Storeria occipitomaculata, Halsbandnatter (Diadophis punctatus) oder die Gewöhnliche Strumpfbandnatter.
Inventare für Kleinsäugetiere, Salamander, Schlangen usw. sollen erstellt werden.

## Belege
1. ↑  Pierre Dumais: Le Bic, images de 9000 ans d’occupation amérindienne, Ministère des Affaires culturelles, direction générale du patrimoine, direction de l’Est du Québec et direction des communications, dossier 64, 1988.
2. ↑  Pierre Dumais, G. Rousseau: Trois sites paléoindiens sur la côte sud de l’estuaire du St-Laurent, in: Recherches amérindiennes au Québec XV,1–2 (1985) 135-150.
3. ↑  B. Blais: Suivi des nids de Faucon pèlerin dans le sud du Québec. Rapport soumis à la Société de la faune et des parcs et au Service canadien de la faune, été 2000, 2000.